# General Enrique Martínez
General Enrique Martínez – miasto w Urugwaju, w departamencie Treinta y Tres.